# IC 3147-2
IC 3147-2 — галактика типу S0     R () у сузір'ї Діва.
Цей об'єкт міститься в оригінальній редакції індексного каталогу.